# Halloween 6: The Curse of Michael Myers
Halloween 6: The Curse of Michael Myers is een Amerikaanse horrorfilm uit 1995 onder regie van Joe Chappelle. Het verhaal werd mede geschreven door John Carpenter, die de filmserie in 1978 begon met Halloween. Dit was tevens de laatste Halloween-film met Donald Pleasence als Dr. Loomis.

## Verhaal
Michael Myers, de bloeddorstige psychopaat uit de eerdere delen van Halloween, zit nog steeds achter zijn nichtje Jamie Lloyd aan. Deze Jamie krijgt een kind op het altaar van Myers' duivelse sekte. Hij wil haar afslachten en de baby houden, maar ze weet te ontsnappen. De psychopaat zet ziedend van woede de achtervolging in. Gelukkig krijgt Jamie hulp van Tommy Doyle. Hij heeft Michael Myers en zijn gruwelijke misdaden uitvoerig bestudeerd. Als ze dan ook nog worden geholpen door Michael's oude psychiater, Dr. Loomis, moet de moordende duivel kunnen worden gestopt. Of niet...

## Overige hoofdrollen
| Acteur           | Personage         |
| ---------------- | ----------------- |
| Donald Pleasence | Dokter Sam Loomis |
| Paul Rudd        | Tommy Doyle       |
| Marianne Hagan   | Kara Strode       |
| Kim Darby        | Debra Strode      |
| Bradford English | John Strode       |
| Mitchell Ryan    | Dr. Wynn          |
| J.C. Brandy      | Jamie Lloyd       |
| Leo Geter        | Barry Simms       |
| Devin Gardner    | Danny Strode      |
| Keith Bogart     | Tim Strode        |
| Mariah O'Brien   | Beth              |
| Susan Swift      | Mary              |
| George P. Wilbur | Michael Myers     |

## Ontvangst
Halloween 6: The Curse of Michael Myers werd uitgebracht op 29 september 1995 en werd door het publiek relatief slecht ontvangen. Op Rotten Tomatoes heeft de film een score van 9% op basis van 35 beoordelingen. Metacritic komt op een score van 10/100, gebaseerd op 13 beoordelingen. In 1998 werd een vervolgfilm uitgebracht onder de naam Halloween H20: 20 Years Later.